# Universidad de Sarajevo
La Universidad de Sarajevo (en  bosnio: Sarajevski Univerzitet) es la primera universidad de Bosnia y Herzegovina. Originalmente establecida en 1543, la universidad moderna se restableció en 1943. Cuenta con 23 facultades y 55.000 estudiantes matriculados, siendo una de las universidades más grandes del mundo en términos de inscripción.

## Historia y perfil
La creación de la Universidad de Sarajevo se remonta al siglo XVI, siendo entonces un instituto otomano de educación superior. Se llamaba la Madrassa Otomana de Sarajevo y fue reconocida como universidad dentro de los confines del Imperio otomano, por el mundo islámico, y varios países europeos. Perdió esa condición en el siglo XIX, dejando a Bosnia sin universidad hasta 1946, cuando se creó la moderna Universidad de Sarajevo. Ahora es la mayor y más prestigiosa universidad de Bosnia y Herzegovina, y una de las más grandes del mundo.

## Organización
La Universidad de Sarajevo cuenta con las 23 siguientes facultades:
- Academia de Bellas Artes.
- Academia de Arte dramático.
- Facultad de Arquitectura.
- Facultad de Economía.
- Facultad de Ingeniería Eléctrica.
- Facultad de  Ciencias Penales.
- Facultad de Ciencias Políticas.
- Facultad de Educación Física.
- Facultad de Transporte y Comunicaciones.
- Facultad de Farmacia.
- Facultad de Filosofía.
- Facultad de Ingeniería Civil.
- Facultad de Ingeniería mecánica.
- Facultad de Medicina.
- Academia de Música.
- Facultad de Educación.
- Facultad de Agricultura.
- Facultad de Derecho
- Facultad de Ciencias Naturales y Matemáticas.
- Facultad de Odontología.
- Facultad de Ingeniería forestal.
- Facultad de Medicina Veterinaria.
- Colegio Médico de Salud.

## Rectores
- Vaso Butozan 1949-1950, 1952-1956
- Drago Krndija 1950-1952
- Edhem Čamo 1956-1960
- Aleksandar Trumić 1960-1965
- Fazlija Alikalfić 1965-1969
- Hamdija Čemerlić 1969-1972
- Zdravko Besarović 1972-1977
- Arif Tanović 1977-1981
- Božidar Matić 1981-1985
- Ljubomir Berberović 1985-1988
- Nenad Kecmanović 1988-1991
- Jusuf Mulić 1991-1993
- Faruk Selesković 1993-1995
- Nedžad Mulabegović 1995-2000
- Boris Tihi 2000-2004
- Hasan Muratović 2004-2006
- Faruk Čaklovica 2006-

## Alumnado
A lo largo de su historia, varias personalidades de relevancia se han formado en la universidad sarajevita:
- Alija Izetbegović (1925 - 2003), primer presidente de Bosnia y Herzegovina.
- Biljana Plavšić (1930), presidenta de la República Srpska.
- Edvin Kanka Ćudić (1988), activista bosnio de derechos humanos.
- Izet Sarajlić (1930 - 2002), poeta bosnio.
- Živko Radišić (1937), presidente de Bosnia y Herzegovina.
- Radovan Karadžić (1945), primer presidente de la República Srpska.
- Ivica Osim (1941), jugador y entrenador de fútbol.
- Josip Osti (1945) poeta esloveno.
- Sulejman Tihić (1951), presidente de Bosnia y Herzegovina en 2004.
- Vojislav Šešelj (1954), fundador del Partido Radical Serbio.
- Zlatko Lagumdžija (1955), primer ministro de Bosnia y Herzegovina.
- Bakir Izetbegović (1956), presidente de Bosnia y Herzegovina.
- Nikola Špirić (1956), primer ministro de Bosnia y Herzegovina.
- Aleksandar Hemon (1964), escritor bosnio-estadounidense.
- Željko Komšić (1964), presidente de Bosnia y Herzegovina.
- Miljenko Jergović (1966), escritor bosniocroata.